# Monte San Pietrangeli
Monte San Pietrangeli (localmente Monsampietro; a volte in forma contratta Monsampietrangeli) è un comune italiano di 2 172 abitanti della provincia di Fermo nelle Marche.
Fa parte dell'Area Vasta n. 4 di Fermo, dell'Azienda Sanitaria Unica Regionale delle Marche (A.S.U.R. Marche).

## Geografia fisica
Dista 17 km dalla città di Fermo.

## Storia
Furono i Siculi a fondare in epoca preromana un primo insediamento e questo piccolo villaggio fu chiamato Petraia per il culto che queste genti pagane tributavano al Dio Sole. In epoca romana il territorio venne diviso in tanti terreni ognuno dei quali veniva assegnato, come pensione, ai militari che avevano servito Roma: ne è prova il ritrovamento di un'urna cineraria marmorea, conservata nella sala consigliare del Comune, contenente le ceneri del legionario Caio Vezzio vessillifero della IV legione di Macedonia, rinvenuta in località San Biagio. Nel IX-X secolo il territorio comunale venne donato dal duca di Spoleto Faroaldo II al monastero di Farfa e di San Pietro in Valle a Ferentillo.
I Monaci di Farfa costruirono, intorno all'anno mille, un monastero la cui chiesa venne intitolata a San Biagio nella zona che ancora oggi ne porta il nome. In seguito i monaci di Farfa cedettero le loro terre ai vescovi di Fermo e lasciarono l'insediamento di cui non resta più alcuna traccia. Sempre intorno all'anno mille anche i monaci dell'Abbazia di San Pietro in Valle di Ferentillo edificarono nel punto più alto dell'attuale Paese, sopra i resti di un antico tempio pagano, la loro chiesa consacrata a San Pietro loro Santo protettore. Agli inizi del Duecento il paese passò ai canonici del Duomo di Fermo, mentre nel 1257 venne ceduto da questi al comune di Fermo.
Incendiato dai fermani nel 1276 in quegli anni l'abitato assunse il nome di San Pietro de Alleis. Nel 1444, dopo aver respinto i tentativi di sottomissione da parte di Francesco Sforza, si elevò a libero Comune e nel 1483 si dotò di un proprio statuto. Il Comune, ceduto nuovamente nel 1535 a Fermo, il 29 settembre 1537, per volere del papa Paolo III, fu liberato definitivamente dal giogo fermano passando alle dirette dipendenze della Santa Sede, e cambiò il nome in Mons Sancti Petri Angelorum. Da papa Pio V il Comune fu assegnato alla provincia di Macerata e vi rimase fino al 1808. Da tale data fu aggregato al Dipartimento del Tronto di cui era capitale Fermo e vi rimase fino all'Unità d'Italia quando il Governo italiano decise di togliere la provincia a Fermo a favore di Ascoli Piceno. Dal 2009 fa parte della nuova provincia di Fermo.

### Simboli
Lo stemma e il gonfalone sono stati concessi con decreto del presidente della Repubblica del 30 marzo 2004.
Il gonfalone è un drappo di rosso.

## Monumenti e luoghi d'interesse
- Chiesa intitolata ai Santi Lorenzo e Biagio, ex chiesa della collegiata, aperta al culto nel 1824, capolavoro neoclassico costruito su progetto dell'architetto Giuseppe Valadier, con interni mirabilmente affrescati da Luigi Fontana, il noto scultore e pittore a cui Monte San Pietrangeli diede i natali e la sepoltura.
- Il Campanile della Chiesa di San Pietro (oggi San Francesco) rifatto nel 1683 su disegno del noto architetto Rosato Rosati di Montalto.
- L'ingresso al Palazzo dei Priori adornato da un bel portale in stile gotico con arco a sesto acuto sormontato dallo stemma del comune.
- Un'urna cineraria ritrovata nel 1775 in località San Biagio attualmente collocata nella Sala Consigliare del Comune.
- Ruderi della Rocca, nei pressi del parco della Rimembranza, i resti delle antiche mura castellane con un torrione discretamente conservato e i resti della Porta Apostolis o Porta da bora.
- Il Palazzo del Comune costruito nel 1763. Fu abbellito dal pittore Luigi Fontana che decorò il vestibolo e la scala ornandola di uno scudo con l'effigie di San Michele Arcangelo con ai suoi piedi Lucifero.
- La Chiesa di San Pietro, oggi San Francesco, nella quale si può ammirare un magnifico polittico, attribuito a Giuliano Presutti detto "Giuliano da Fano", e frammenti di affreschi di autore ignoto.
- La Chiesa della Madonna dell'Ospedale (fuori le mura) ove si venera un artistico quadro della Madonna Addolorata. La maggior parte dei dipinti delle pareti sono opera del pittore Oscar Marziali nativo di Monte San Pietrangeli.

## Società

### Evoluzione demografica
Abitanti censiti

## Cultura

### Ricorrenze, feste e fiere
- Lunedì mattina: mercato nelle vie del centro storico.
- 3 febbraio: Festa per il patrono San Biagio, con fiera per le vie del paese.
- Venerdì Santo: processione storica, in cui si rievoca la passione di Cristo con personaggi in costume.
- Terza domenica di luglio: "Rievocazione Storica della Trebbiatura" del grano nella località San Rustico (unica frazione del comune), con degustazione di prodotti locali tipici.
- Lunedì di Pasqua: "festa e fiera di Mammaussu" (storpiamento dialettale di Emmaus, storica città ove Gesù apparve ai discepoli).
- Ultima settimana di giugno: "Palio di San Pietro", sfilata in costume e sfida tra le tre contrade cittadine "San Pietro", "San Lorenzo" e "Santa Maria".

## Geografia antropica

### Urbanistica
Il suo centro storico, di forma allungata e circondato dalle mura medievali (che testimoniano un burrascoso passato di guerre con i paesi limitrofi), è caratterizzato da una via principale a senso unico (via Roma) che si apre in una piazza centrale (piazza Umberto I) e da due strette vie secondarie laterali alla via principale (via Luigi Fontana e via Michele Mandirola). Nel centro storico sono presenti splendidi palazzi appartenuti a famiglie nobili o di rilevanza sociale. Al termine di via Roma è visibile la chiesa intitolata ai Santi Lorenzo e Biagio.

## Economia
È un comune piccolo ma ricco, infatti l'attività prevalente, a parte l'agricoltura, è nel settore calzaturiero e nel suo indotto. Monte San Pietrangeli ultimamente sta puntando sul turismo, incentrato soprattutto sulla bellezza naturalistica e paesaggistica (caratterizzata dalle tipiche dolci colline marchigiane); testimonianza è la nascita di diversi agriturismi nel suo territorio.

## Amministrazione
| Periodo        | Periodo        | Primo cittadino        | Partito              | Carica                               | Note |
| -------------- | -------------- | ---------------------- | -------------------- | ------------------------------------ | ---- |
| 1871           | 1873           | Guido Cardinali        |                      | Sindaco                              |      |
| 1874           | 1879           | Lorenzo Fontana        |                      | Sindaco                              |      |
| 1879           | 1885           | Gabriele Barbarossa    |                      | Sindaco                              |      |
| 1886           | 1888           | Andrea Cardinali       |                      | Sindaco                              |      |
| 1888           | 1898           | Cav. Paolo de Cadilhac |                      | Sindaco                              |      |
| 1898           | 1902           | Luigi Fontana          |                      | Sindaco                              |      |
| 1902           | 1907           | Paolo Corradi          |                      | Sindaco                              |      |
| 1907           | 1910           | Giuseppe de Cadilhac   |                      | Sindaco                              |      |
| 1910           | 1914           | Paolo Corradi          |                      | Sindaco                              |      |
| 1914           | 1918           | Cav. Andrea Cardinali  |                      | Sindaco                              |      |
| 1919           | 1919           | Tommaso Fontana        |                      | Sindaco                              |      |
| 1920           | 1920           | Luigi Carlo Illuminati |                      | Commissario Straordinario di Governo |      |
| 1920           | 1925           | Alfredo de Cadilhac    |                      | Sindaco                              |      |
| 1926           | 1932           | Alfredo de Cadilhac    |                      | Podestà                              |      |
| 1932           | 1936           | Attilio Ciarpella      |                      | Podestà                              |      |
| 1936           | 1945           | Antonio Vecchioni      |                      | Podestà                              |      |
| 1946           | 1951           | Danilo Piergentili     |                      | Sindaco                              |      |
| 1951           | 1956           | Umberto Bisconti       |                      | Sindaco                              |      |
| 1956           | 1960           | Almindo Bracalente     |                      | Sindaco                              |      |
| 1960           | 1964           | Almindo Bracalente     |                      | Sindaco                              |      |
| 1964           | 1966           | Mario Ponsanesi        |                      | Sindaco                              |      |
| 1966           | 1971           | Claudio Bisconti       |                      | Sindaco                              |      |
| 1971           | 1976           | Umberto Manciola       |                      | Sindaco                              |      |
| 1976           | 1978           | Umberto Manciola       |                      | Sindaco                              |      |
| 1978           | 1982           | Claudio Bisconti       |                      | Sindaco                              |      |
| 1982           | 1988           | Claudio Bisconti       |                      | Sindaco                              |      |
| 1988           | 1991           | Giovanni Damen         |                      | Sindaco                              |      |
| 1991           | 1993           | Ermes Brandimarti      |                      | Sindaco                              |      |
| 6 giugno 1993  | 26 aprile 1997 | Amedeo Iacopini        | Indipendente         | Sindaco                              |      |
| 27 aprile 1997 | 12 maggio 2001 | Giulio Conti           | Centro-Destra        | Sindaco                              |      |
| 13 maggio 2001 | 27 maggio 2006 | Giulio Conti           | Centro-Destra        | Sindaco                              |      |
| 28 maggio 2006 | 15 maggio 2011 | Ermes Brandimarti      | lista civica         | Sindaco                              |      |
| 16 maggio 2011 | 19 marzo 2014  | Giulio Conti           | lista civica         | Sindaco                              |      |
| 20 marzo 2014  | 5 giugno 2016  | Francesco Martino      |                      | Commissario Straordinario di Governo |      |
| 6 giugno 2016  | 3 ottobre 2021 | Paolo Casenove         | lista civica Insieme | Sindaco                              |      |
| 4 ottobre 2021 | in carica      | Paolo Casenove         | lista civica Insieme | Sindaco                              |      |

## Sport

### Calcio a 11
La squadra di calcio locale sì è fusa con la squadra della vicina Torre San Patrizio formando l'ASD Monte e Torre calcio che ora disputa la Prima Categoria.